# Esteve de Perm
Esteve de Perm (Veliki Ústiug, Rússia, 1340 – Moscou, 1396) fou un missioner que predicà i evangelitzà els pobles komis, convertint-los al cristianisme i fundant el bisbat de Perm. Va crear l'antiga escriptura pèrmica, amb un alfabet derivat del ciríl·lic. És venerat com a sant per diverses confessions cristianes.

## Biografia
Probablement, Esteve nasqué a Veliki Ústiug (Vologda, Nord-oest de Rússia), fill de mare komi. Va fer-se monjo a Rostov, on aprengué grec antic i l'ofici de copista, a més de formar-se com a eclesiàstic.
En 1376 viatjà a Moscou per demanar el permís per predicar i evangelitzar a les terres encara paganes de la conca dels rius Vitxegda i Vim, que li fou concedit pel metropolità i el gran príncep Demetri. S'hi establí i començà l'evangelització dels pobles komis de la regió. No volgué imposar-los, com feien altres missioners, les llengües llatina o eslava antiga, pròpies de l'Església; al contrari, Esteve aprengué la llengua (el komi) i tradicions del poble i creà un sistema propi d'escriptura que s'hi adaptés, partint dels alfabets ciríl·lic i grec, l'antiga escriptura pèrmica, després usada per totes les llengües pèrmiques fins al segle xviii. La destrucció dels ídols pagans, com ara els bedolls sagrats, l'enemistà amb els religiosos pèrmics, però Esteve els convencé que un déu poderós no hagués permès que un home l'abatés.
El metropolità Pimen, patriarca de Tots els Rus', el consagrà com a primer bisbe de Perm. El nou bisbat i la conversió dels komis de Vitxegda posaren en perill el control que la ciutat de Nóvgorod tenia sobre la regió, que n'era tributària. Així, en 1385, l'arquebisbe de Nóvgorod, Aleksei (f. 1359-1388) hi envià un exèrcit per a eliminar el nou bisbat, però Perm, amb l'ajut de la ciutat d'Ustiug, el derrotà. En 1386, Esteva visità Nóvgorod i l'any següent, Aleksei i la ciutat reconegueren formalment el bisbat de Perm, fent que el tribut passés a Moscou i que aquesta ciutat comencés a distanciar-se de Nóvgorod i acabés controlant l'imperi. En 1390, conegué a Moscou Sergi de Ràdonej. Morí el 26 d'abril de 1396 a Moscou, on havia tornat un anys
 abans.

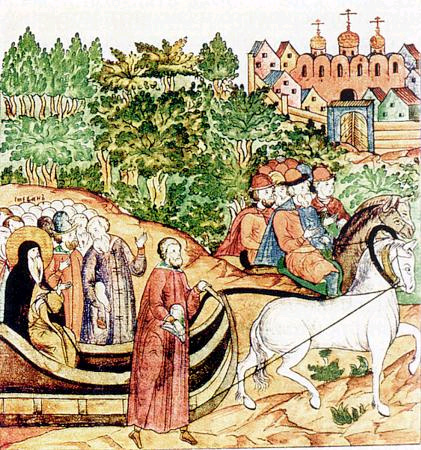
Icona russa del s. XVII, amb Esteve camí de Moscou
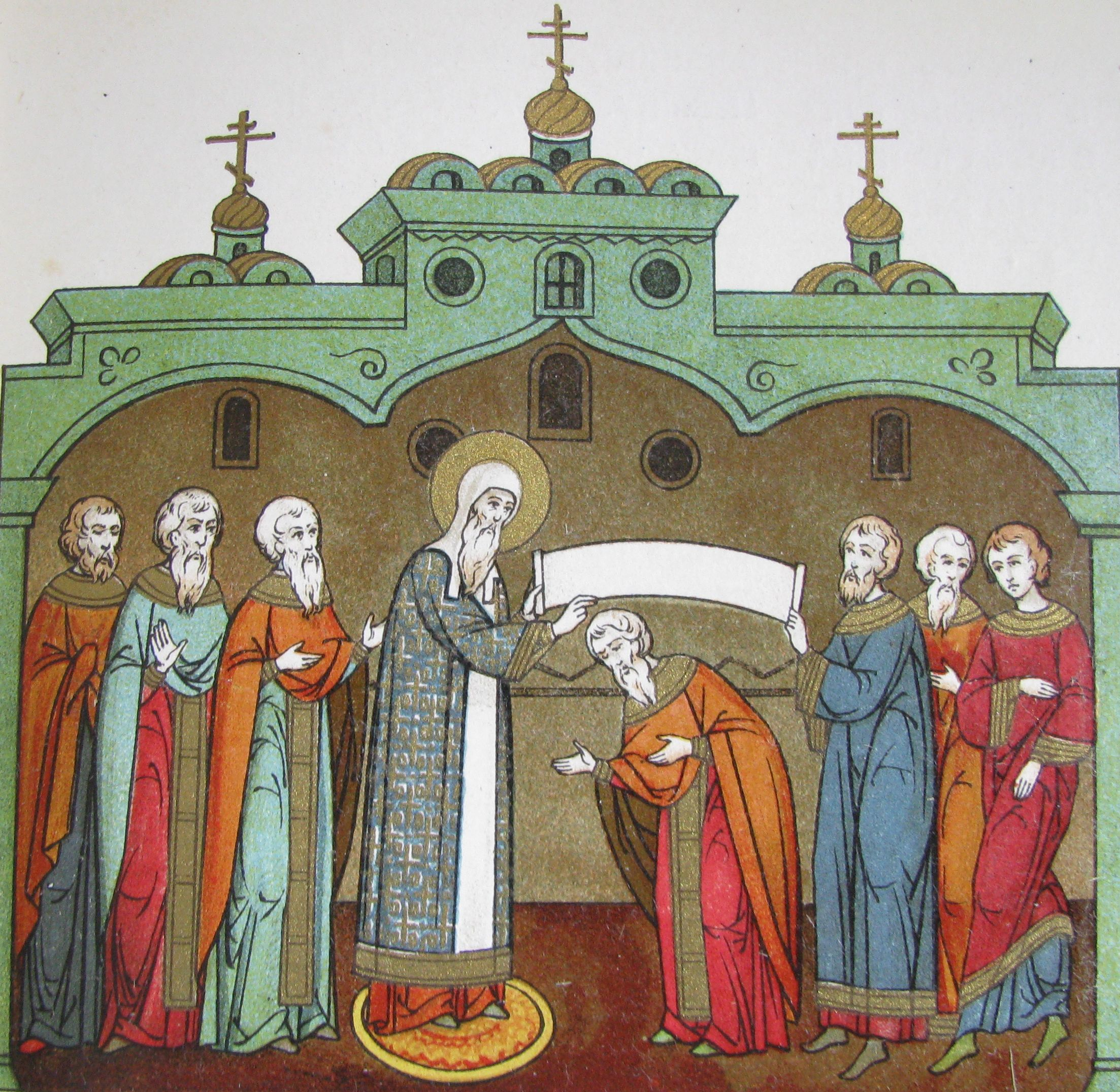
Consagració d'Esteve com a bisbe
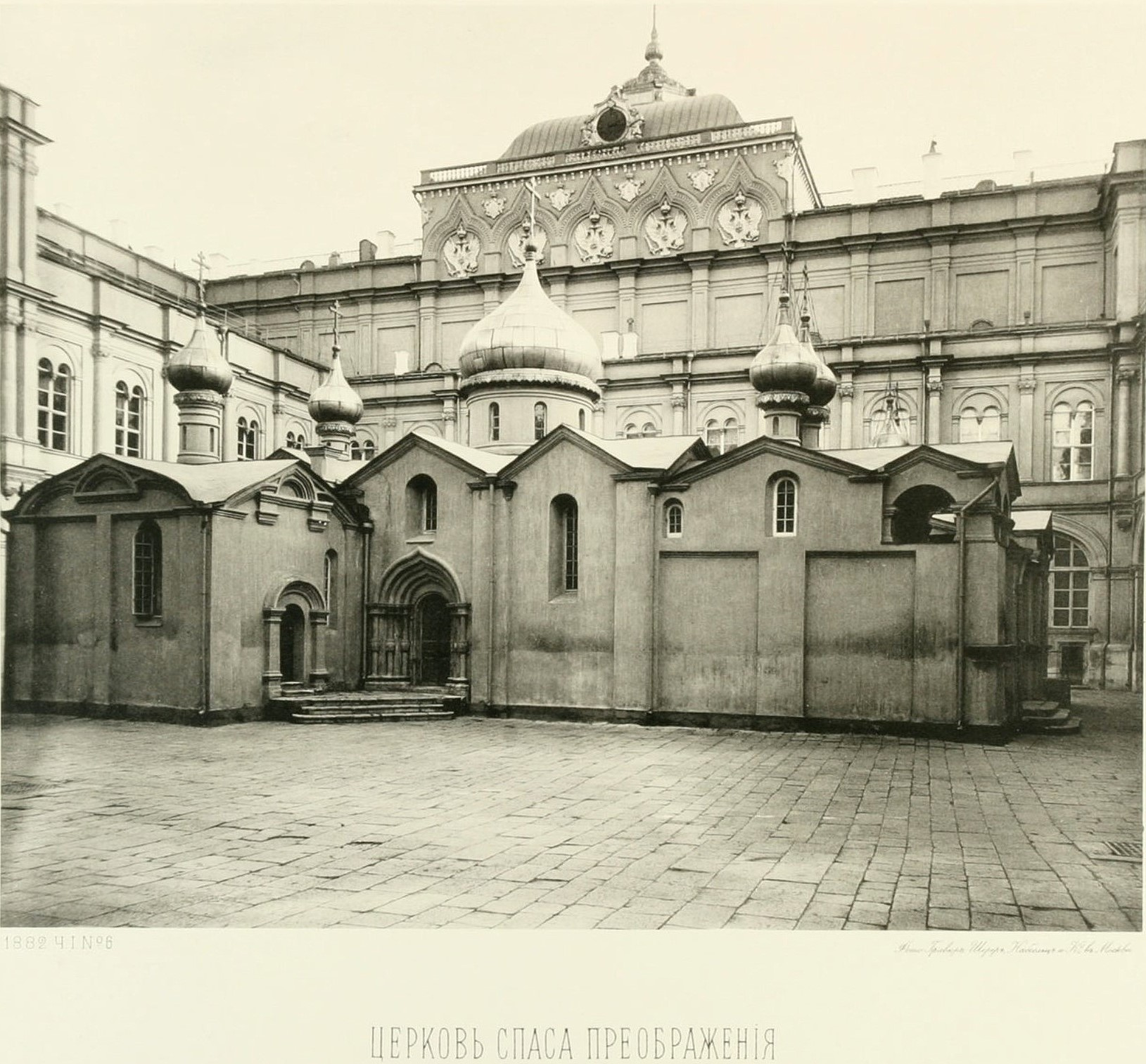
Església del Salvador al Kremlin, lloc d'enterrament del sant

## Veneració
El seu cos fou sebollit a l'església del Salvador de Bor del Kremlin de Moscou, malgrat la petició dels ciutadans de Perm perquè les restes hi fossin trameses. El seu culte ja consta en 1472, quan Pacomi el Serbi parla d'una litúrgia del sant. Fou canonitzat en 1549 pel patriarca Macari. Durant la invasió polonesa, les restes foren exhumades i amagades. Es trobà el bàcul de sant Esteve, i en 1612 Hetman Chodkiewicz el portà al monestir de Suprasl (Lituània), fins que el 1849 fou portat a Perm, on es conserva avui dia.
L'1 de maig de 1933, l'església del Salvador de Bor fou enderrocada i les relíquies del sant foren guardades, però ningú no ha sabut on i la seva localització és, avui, desconeguda.
Epifani el Savi escrigué una vida i panegíric d'Esteve, el Panegíric de Sant Esteve de Perm, on el qualifica de "creador de les lletres pèrmiques". Per a historiadors com Serge Zenkovskij, Sant Esteve, juntament amb Epifani el Savi, Sergi de Ràdonej i Andrei Rubliov, representen el renaixement espiritual i cultural de la Rússia del final de l'Edat mitjana.

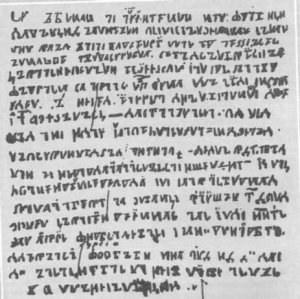
Manuscrit komi en alfabet abur o pèrmic, creat per Esteve
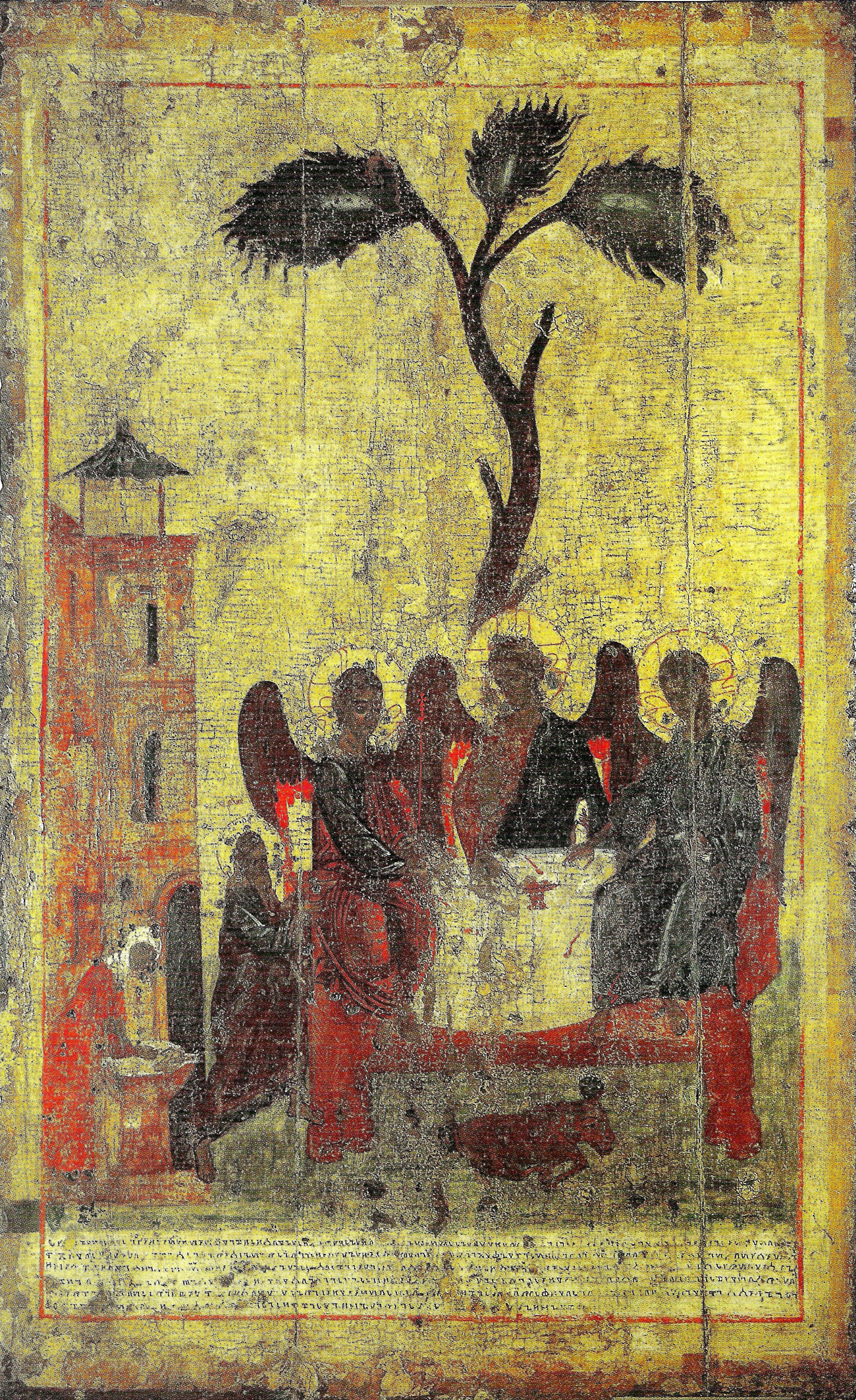
Icona de la Trinitat, s. XIV, atribuïda per la llegenda a Esteve de Perm
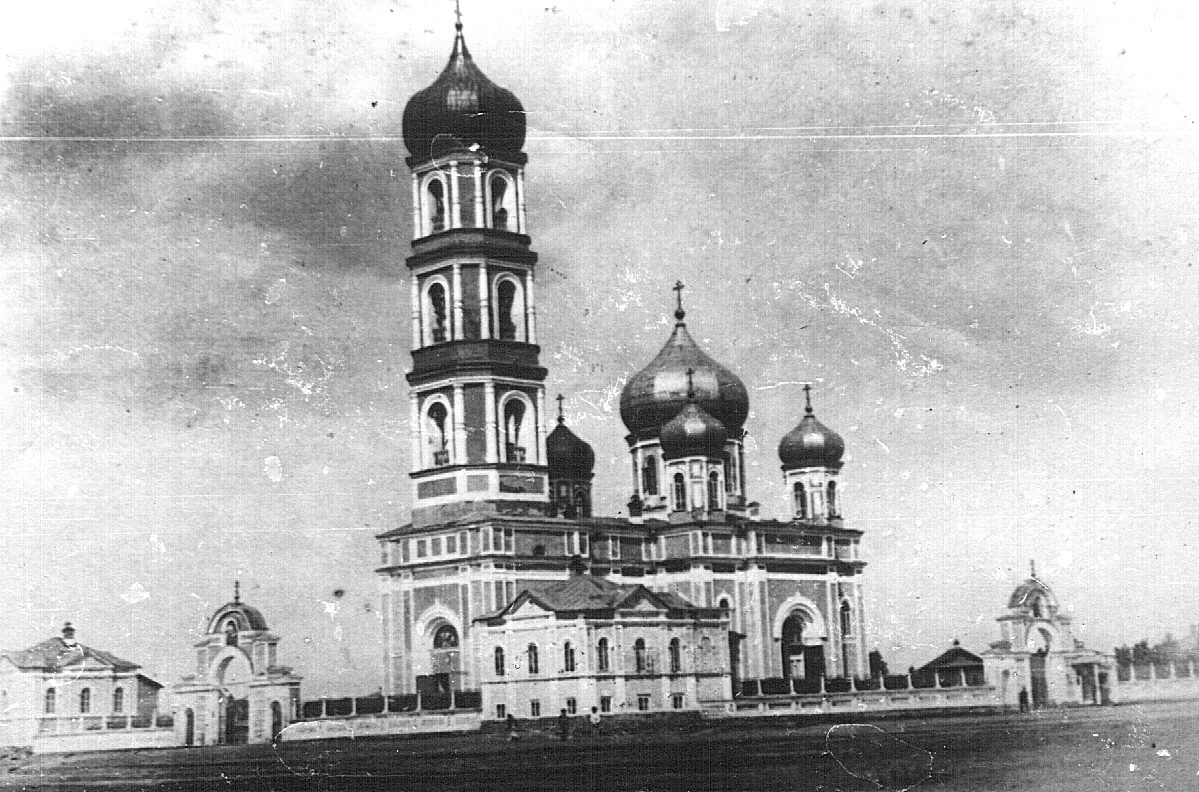
Antiga catedral de Perm, fundada pel sant